# Esperiopsis pulchella
Esperiopsis pulchella är en svampdjursart som beskrevs av Ridley och Arthur Dendy 1886. Esperiopsis pulchella ingår i släktet Esperiopsis och familjen Esperiopsidae.
Artens utbredningsområde är havet kring Indonesien. Inga underarter finns listade i Catalogue of Life.